# ماه غریبستان
آلبوم ماه غریبستان یکی از آلبوم‌های محمد اصفهانی می‌باشد که در وصف علی بن ابی‌طالب سروده شده‌است. نسخهٔ اصلی این آلبوم دارای ۱۷ قطعه می‌باشد که در شهریور ۱۳۸۰ توسط شرکت هم‌آواز آهنگ با آهنگسازی کسانی چون علیرضا کهن‌دیری، محمد حقیقی‌فرد، شهریار فریوسفی، مجید اخشابی و فریدون شهبازیان منتشر شد.

## قطعات
نسخه اورجینال این آلبوم دارای ۱۷ قطعه می‌باشد که شامل دو دکلمه با صدای شاعر و دو قطعه بیکلام می‌شود.
| فهرست آهنگ‌ها | فهرست آهنگ‌ها                                                     | فهرست آهنگ‌ها                                 | فهرست آهنگ‌ها    | فهرست آهنگ‌ها         | فهرست آهنگ‌ها |
| شماره        | نام                                                              | سراینده                                      | آهنگساز         | میکس، مسترینگ، تنظیم | مدت          |
| ------------ | ---------------------------------------------------------------- | -------------------------------------------- | --------------- | -------------------- | ------------ |
| ۱.           | «دیده بگشا (دکلمه شاعر)» (دکلمه‌خوان: محمدعلی معلم دامغانی)       | محمدعلی معلم دامغانی                         | علیرضا کهن‌دیری  | علیرضا کهن‌دیری       | ۰۳:۰۸        |
| ۲.           | «دیده بگشا (ماه غریبستان)» (به یاد مرحوم استاد نصرت فاتح علیخان) | محمدعلی معلم دامغانی                         | علیرضا کهن‌دیری  | علیرضا کهن‌دیری       | ۰۵:۳۴        |
| ۳.           | «علی ای همای رحمت»                                               | شهریار                                       | شهریار فریوسفی  | شهریار فریوسفی       | ۰۶:۴۱        |
| ۴.           | «غم دلدار»                                                       | ابوسعید ابوالخیر                             | محمد اصفهانی    | علیرضا کهن دیری      | ۰۱:۲۷        |
| ۵.           | «تا من بدیدم روی تو»                                             | مولوی                                        | علیرضا کهن دیری | علیرضا کهن دیری      | ۰۴:۲۴        |
| ۶.           | «نامدگان و رفتگان»                                               | هوشنگ ابتهاج                                 | فریدون شهبازیان | فریدون شهبازیان      | ۰۷:۱۵        |
| ۷.           | «جانِ جان (پیش درآمد)»                                            | مولوی                                        | محمد حقیقی‌فرد   | محمد حقیقی‌فرد        | ۰۲:۴۱        |
| ۸.           | «جانِ جان (درآمد)»                                                |                                              |                 |                      | ۰۰:۳۶        |
| ۹.           | «جانِ جان (دونوازی تار)»                                          |                                              |                 |                      | ۰۱:۵۳        |
| ۱۰.          | «جانِ جان (تصنیف)»                                                | مولوی و محمدعلی معلم دامغانی                 | محمد حقیقی‌فرد   | محمد حقیقی‌فرد        | ۰۴:۳۸        |
| ۱۱.          | «جانِ جان (قطعه ذوالفقار)»                                        | مولوی و محمدعلی معلم دامغانی                 | محمد حقیقی‌فرد   | محمد حقیقی‌فرد        | ۰۱:۴۲        |
| ۱۲.          | «وصف علی»                                                        | محمدعلی معلم دامغانی و پرویز بیگی حبیب آبادی | مجید اخشابی     | مجید اخشابی          | ۰۶:۰۶        |
| ۱۳.          | «کمیل علی» (مایه ی صبا (از الحان موسیقی عرب))                    | بر اساس دعای شریف کمیل                       | محمد حقیقی‌فرد   | محمد حقیقی‌فرد        | ۰۷:۱۵        |
| ۱۴.          | «کمیل علی» (براساس گوشهٔ دیلمان)                                  | بر اساس دعای شریف کمیل                       | محمد حقیقی‌فرد   | محمد حقیقی‌فرد        | ۰۲:۴۵        |
| ۱۵.          | «دیده بگشا (بیکلام)»                                             |                                              | علیرضا کهن‌دیری  | علیرضا کهن‌دیری       | ۰۵:۳۷        |
| ۱۶.          | «تا من بدیدم روی تو (بیکلام)»                                    |                                              | علیرضا کهن‌دیری  | علیرضا کهن‌دیری       | ۰۴:۲۵        |
| ۱۷.          | «دیده بگشا (دکلمه شاعر)» (دکلمه‌خوان: محمدعلی معلم دامغانی)       | محمدعلی معلم دامغانی                         |                 |                      | ۰۴:۲۷        |
| مجموع مدت:   | مجموع مدت:                                                       | مجموع مدت:                                   | مجموع مدت:      | مجموع مدت:           | ۱:۱۰:۳۵      |